# 連帯債権
連帯債権（れんたいさいけん）とは、多数当事者間の債権債務関係の一つで、債権の目的がその性質上可分である場合において、法令の規定又は当事者の意思表示によって数人が連帯して有する債権。
2017年の改正前の民法には連帯債権の規定はなかったが解釈上認められており、2017年改正の民法（2020年4月1日法律施行）で民法432条以下に連帯債権の規定が新設された。連帯債権の規定の新設に伴い、多数当事者間の債権関係の区分が整理され、性質上不可分な場合は不可分債権、性質上可分で法令の規定又は当事者の合意により数人が連帯して債権を有するときは連帯債権が成立すると改められた。この改正で当事者の合意による場合の不可分債権はなくなり連帯債権として扱われることになった。
なお、2017年改正の民法（2020年4月1日法律施行）により連帯債権の規定が新設されたため、連帯債務の規定が一部繰り下げられた。
- 民法は、以下で条数のみ記載する。

## 連帯債権の対外的効力
各連帯債権者と債務者の関係（対外的効力）については、各債権者は、全ての債権者のために全部又は一部の履行を請求することができ、債務者は、全ての債権者のために各債権者に対して履行をすることができる（432条）。

## 連帯債権の対内的効力
一人の連帯債権者と債務者の間に一定の事由が生じた場合の他の連帯債権者への効力（対内的効力）については、一人の連帯債権者と債務者の間に弁済（供託や代物弁済を含む）、請求（432条）、更改（433条）、免除（433条）、相殺（434条）、混同（435条）が生じた場合に、これらは他の連帯債権者にも効力を及ぼす絶対的効力（絶対効）とされている。なお、連帯債権者の一人と債務者との間の更改又は免除は、その連帯債権者がその権利を失わなければ分与されるべき利益に係る部分についてのみ絶対的効力（絶対効）とされ、その部分について他の連帯債権者は、履行を請求することができなくなる（433条）。
これら以外の連帯債権者の一人の行為又は一人について生じた事由は、他の連帯債権者に対してその効力を生じない相対的効力（相対効）しかない（435条の2本文）。
ただし、他の連帯債権者の一人及び債務者が別段の意思を表示したときは、当該他の連帯債権者に対する効力は、その意思に従うとされている（435条の2ただし書）。